# 국가 간 위험물질의 수송에 관한 유럽 협약
국가 간 위험물질의 수송에 관한 유럽 협약(프랑스어: Accord européen relatif au transport international des marchandises dangereuses par route, ADR)은 국가 간 유해물질 수송에 관한 유엔 다자협약이다. 이 협약은 1957년 9월 30일 스위스 제네바에서 유엔 유럽경제위원회 주최로 체결되었으며, 1968년 1월 29일에 발효되었다. 이후 1975년 8월 21일 미국 뉴욕에서 수정본(제14조 3항)이 체결되었고 1985년 4월 19일부로 효력이 생겼다.
2011년 1월부터는 새로 개정된 2011년판 국가 간 위험물질의 수송에 관한 유럽 협약이 발효되었다. 국가 간 위험물질의 수송에 관한 유럽 협약의 부속 조항 A, B는 본 조약의 정식 발효 이후에도 정기적으로 수정 및 추가가 이뤄지고 있다. 가장 최근의 수정본은 2018년 11월에 발간되어 2019년 1월 1일에 발효된 수정본(ECE/TRANS/275)이다.
국가 간 위험물질의 수송에 관한 유럽 협약에 참여하는 국가는 2018년 기준으로 총 51개국에 달한다.

## ADR 표시
국가 간 위험물질의 수송에 관한 유럽 협약에서는 각 위험물질의 종류별로 픽토그램을 지정해 구분 표시하도록 하고 있다. 이들은 유엔의 위험물질 라벨 표준안인 GHS 라벨 중 교통 관련 표시물과 비교통 관련 표시물에 기반을 두고 있다.

1 폭발물
2.1 인화성 가스
2.2 무독성, 비인화성 가스
2.3 유독 가스
3 인화성 액체
4.1 인화성 고체
4.2 자연발화성
4.3 물과 접촉시 위험물
5.1 산화제
5.2 유기과산화물
6.1 독
6.2 전염성 물질
7 방사능 물질
8 부식성 물질
9 기타 위험물질
9A 리튬 이온 배터리

## 같이 보기
- 위험물